# تاكاشي كوراموتو
تاكاشي كوراموتو (باليابانية: 倉本 崇史) (8 أغسطس 1984 في أويتا (محافظة) في اليابان - )؛ هو لاعب كرة قدم ياباني سابق كان يلعب كمدافع.

## وصلات خارجية
- تاكاشي كوراموتو على موقع رابطة كرة القدم اليابانية للمحترفين (اليابانية)
- تاكاشي كوراموتو على موقع Soccerway.com (الإنجليزية)
- تاكاشي كوراموتو على موقع عالم كرة القدم.نت (الإنجليزية)